# La Chapelle-Montlinard

La Chapelle-Montlinard este o comună în departamentul Cher, Franța. În 1 ianuarie 2022 avea o populație de 490 de locuitori.